# トム・フーパー
トム・フーパー（Tom Hooper, 1972年10月5日 - ）は、イングランド・ロンドン出身の映画監督、テレビドラマ演出家。
2010年の『英国王のスピーチ』がアカデミー作品賞をはじめとする様々な賞を受賞し、フーパー自身もアカデミー監督賞を受賞した。

## 略歴
父はイギリス人のメディア関連のビジネスマンであり、母親はオーストラリア人の作家で学者。ロンドンハイゲートのインディペンデント・スクールであるハイゲート・スクールから、ウェストミンスター・スクールを経て、オックスフォード大学を卒業。ハイゲート・スクールの頃に、演劇担当の教師に影響を受けてから映画監督を目指し、映画を撮るようになる。1992年に15分の短編映画『Painted Faces』でプロの演出家としてデビュー。
その後、イギリスで数多くのテレビドラマを演出。2006年に『エリザベス1世 ～愛と陰謀の王宮～』を監督し、プライムタイム・エミー賞監督賞を受賞した。
2004年に『ヒラリー・スワンク IN レッド・ダスト』で映画監督デビュー。2010年に『英国王のスピーチ』を監督し、作品はアカデミー作品賞をはじめ、4部門を受賞。フーパー自身もアカデミー監督賞を受賞した。2012年にはヒュー・ジャックマンを主演に迎え、『レ・ミゼラブル』を監督。アカデミー賞ではアン・ハサウェイのアカデミー助演女優賞をはじめ、3部門に輝いた。
その後も、『リリーのすべて』など、高い評価の作品を制作している。
テレビ演出家時代はラリー・スミスが、映画デビュー後はダニー・コーエンが主に撮影を担当している。

## 特徴
- 登場人物をスクリーンの中央にではなく端に置くショット[2]
- 手持ち撮影
- ダッチアングル
- ゆがんだ広角レンズの多用[3]

## 主な監督作品

### テレビドラマ
- イーストエンダーズ EastEnders (1998 - 2000)
- 第一容疑者 姿なき犯人 Prime Suspect 6: The Last Witness (2003)
- エリザベス1世 〜愛と陰謀の王宮〜 Elizabeth I (2005)
- ジョン・アダムズ John Adams (2008)

### 映画
- ヒラリー・スワンク IN レッド・ダスト Red Dust (2004)
- くたばれ!ユナイテッド -サッカー万歳!- The Damned United (2009)
- 英国王のスピーチ The King's Speech (2010)
- レ・ミゼラブル Les Misérables (2012)
- リリーのすべて The Danish Girl (2015) 兼製作
- キャッツ Cats (2019) 兼脚本・製作

### テレビCM
- ソニック・ザ・ヘッジホッグ3 (1994)